# サタデーニュース&スポーツ
『サタデーニュース&スポーツ』は、和歌山放送で毎週土曜日17時から18時に生放送されている報道番組である。
元々、和歌山放送は17時台に報道番組『5時です。こちら情報センター』、さらに土・日曜は平日とはタイトルを分けて『wbs報道特集』（土曜日）、『サンデースポーツ&ニュース』（日曜日）と放送されていた。のちに日曜日の番組が廃止され、土曜日の番組に「ニュース&スポーツ」のタイトルを付けるようになった。
2020年10月以後のパーソナリティーは税所ひかる。

## 番組の構成
- 和歌山放送ニュース
- 17:10ごろ　和歌山放送道路交通情報（日本道路交通情報センター和歌山センターから中継）
- 17:14ごろ　ウィークリー・和歌山 - 1週間の県内で起きた様々なニュースとトピックスのまとめ
- 17:25ごろ　スポーツニュース、和歌山放送道路交通情報（日本道路交通情報センター和歌山センターから中継）
- 17:35ごろ　お天気ダイヤル（日本気象協会和歌山地方気象台から中継）
- 17:45　ウィークエンドネットワーク（TBSラジオからのネット受け=2021年4月からは裏送り。パーソナリティー：近藤美矩）

※なお、平日のJRNネットワーク向けの全国ニュース枠『ネットワークトゥディ』に関しては、『wbsニュースきょう・あす』の代から、今日の『wbsニュース5』の時代に至るまで、企画ネット番組扱いで、TBSからのネットではなく、wbsの独自内容で、県内ニュースを送り、全国ニュースは『ニュース5トピックス』の時間帯で放送している場合が多い。